# Erasmo de Narni

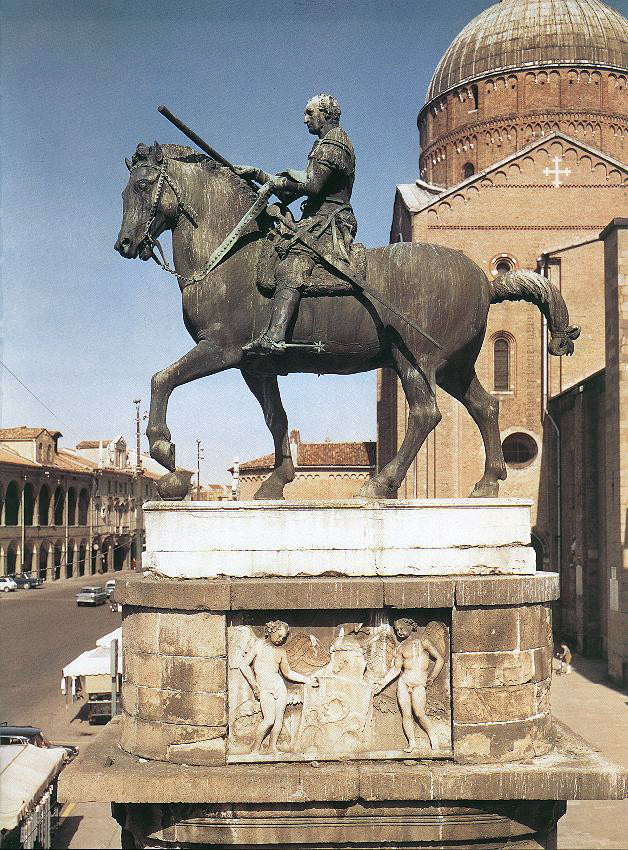
La estatua de Donatello en Padua.

Erasmo Estéfano de Narni (Narni, 1370 - Padua, 1443), más conocido como Gattamelata, fue uno de los condotieros más famosos del Renacimiento italiano. Sirvió a varias ciudades-estado italianas: comenzó con Andrea Fortebracci, llamado Braccio da Montone, sirvió al Papa y a Florencia a partes iguales, y a Venecia en 1434 en los enfrentamientos con los Visconti de Milán. 
Fue el motivo de la estatua ecuestre en bronce de Donatello que se encuentra en la plaza principal de Padua, ciudad de la que fue dictador en 1437. Donatello realiza esta escultura ecuestre, de las más importantes del Renacimiento, inspirándose en el Marco Aurelio romano. La estatua del condotiero Gattamelata es la primera estatua en honor de un guerrero de todo el mundo moderno.[cita requerida]